# Oteiza
Pour les articles homonymes, voir Oteiza (homonymie).
Oteiza (en basque Oteitza) est une municipalité de la communauté forale de Navarre, dans le Nord de l'Espagne.
Elle est située dans la zone linguistique mixte de la province

## Localités limitrophes
Villatuerta au nord, Lerín au sud, Mendigorría, Larraga, Villatuerta à l'est et Allo, Dicastillo, Morentin, Aberin à l'ouest.

## Démographie
| Évolution démographique                                | Évolution démographique | Évolution démographique | Évolution démographique | Évolution démographique | Évolution démographique | Évolution démographique | Évolution démographique | Évolution démographique | Évolution démographique | Évolution démographique |
| 1996                                                   | 1998                    | 1999                    | 2000                    | 2001                    | 2002                    | 2003                    | 2004                    | 2005                    | 2006                    | 2007                    |
| ------------------------------------------------------ | ----------------------- | ----------------------- | ----------------------- | ----------------------- | ----------------------- | ----------------------- | ----------------------- | ----------------------- | ----------------------- | ----------------------- |
| 921                                                    | 916                     | 908                     | 897                     | 898                     | 914                     | 941                     | 924                     | 933                     | 946                     | 962                     |
| Sources: Oteiza et instituto de estadística de navarra |                         |                         |                         |                         |                         |                         |                         |                         |                         |                         |

## Patrimoine

### Patrimoine religieux
- Église San Miguel, d'origine médiévale et romane, restaurée au XVIe siècle puis en 1704.
- Ermitage de San Tirso.

## Personnalités
- Arcadio María Larraona Saralegui (1887-1973), cardinal.

### Sources
- (es) Cet article est partiellement ou en totalité issu de l’article de Wikipédia en espagnol intitulé « Oteiza » (voir la liste des auteurs).